# ミラクルズ (ペット・ショップ・ボーイズの曲)
「ミラクルズ」(Miracles)は、ペット・ショップ・ボーイズの楽曲。2003年発売のベスト・アルバム『ポップアート』に収録された新曲2曲の内の1曲で、アルバムから1枚目のシングルとして発売された。
カップリングの「ウィ・アー・ザ・ペット・ショップ・ボーイズ」は2002年にマイ・ロボット・フレンドが発表した楽曲のカバー。

## 収録曲
日本盤 マキシ・シングル
1. ミラクルズ (レディオ・エディット) - 3:57
2. ウィ・アー・ザ・ペット・ショップ・ボーイズ - 4:39
3. ミラクルズ (レモン・ジェリー・リミックス) - 6:19
4. トランスペアレント - 3:53
5. ミラクルズ (エリック・プライズ・リミックス) - 7:34
6. ミラクルズ (12" バージョン) - 5:46

## チャート
| チャート (2003–2004年)                   | 最高位 |
| ---------------------------------------- | ------ |
| オーストラリア (ARIA)                    | 76     |
| ベルギー (Ultratip Flanders)             | 17     |
| デンマーク (Tracklisten)                 | 5      |
| ヨーロッパ (European Hot 100 Singles)    | 19     |
| フランス (SNEP)                          | 81     |
| ドイツ (GfK Entertainment charts)        | 20     |
| イタリア (FIMI)                          | 47     |
| 日本 (オリコン)                          | 196    |
| ルーマニア (Romanian Top 100)            | 39     |
| スコットランド (Official Charts Company) | 14     |
| スペイン (PROMUSICAE)                    | 4      |
| スウェーデン (Sverigetopplistan)         | 34     |
| スイス (Schweizer Hitparade)             | 97     |
| UK シングルス (OCC)                      | 10     |
| UK ダンス (OCC)                          | 1      |